# Refuge de la Sega
Le refuge de la Sega (A Sega en langue corse) est un refuge situé en Corse dans le massif du Monte Rotondo sur le territoire de la commune de Corte.

## Caractéristiques
Le refuge est bâti à 1 166 m d'altitude sur la rive gauche du fleuve Tavignano. Il est accessible toute l'année mais n'est gardé que de mi-mai à octobre. Les dates d'ouverture et de fermeture n'étant pas définies à l'avance, il faut se renseigner sur le site du parc naturel régional de Corse pour obtenir les informations exactes.

## Historique
Un premier refuge d'une capacité de 15 places avait été édifié au lieu-dit Catello à l'emplacement d'une ancienne scierie, dont quelques vestiges parsèment encore les environs.
Ce refuge a été reconstruit et agrandi en 1995 par le parc naturel régional de Corse, lui conférant une capacité de 36 places hors bivouac.

## Accès
L'accès depuis la ville de Corte se fait par le sentier de randonnée Mare a mare Nord, qui remonte la vallée du Tavignano sur 12 km jusqu'au refuge, puis s'oriente vers la Bocca a l'Arinella (1 592 m) et Calacuccia. D'autres sentiers pédestres desservent le refuge depuis les gorges de la Restonica, ou depuis la bergerie de Vaccaghja proche du lac de Nino. 

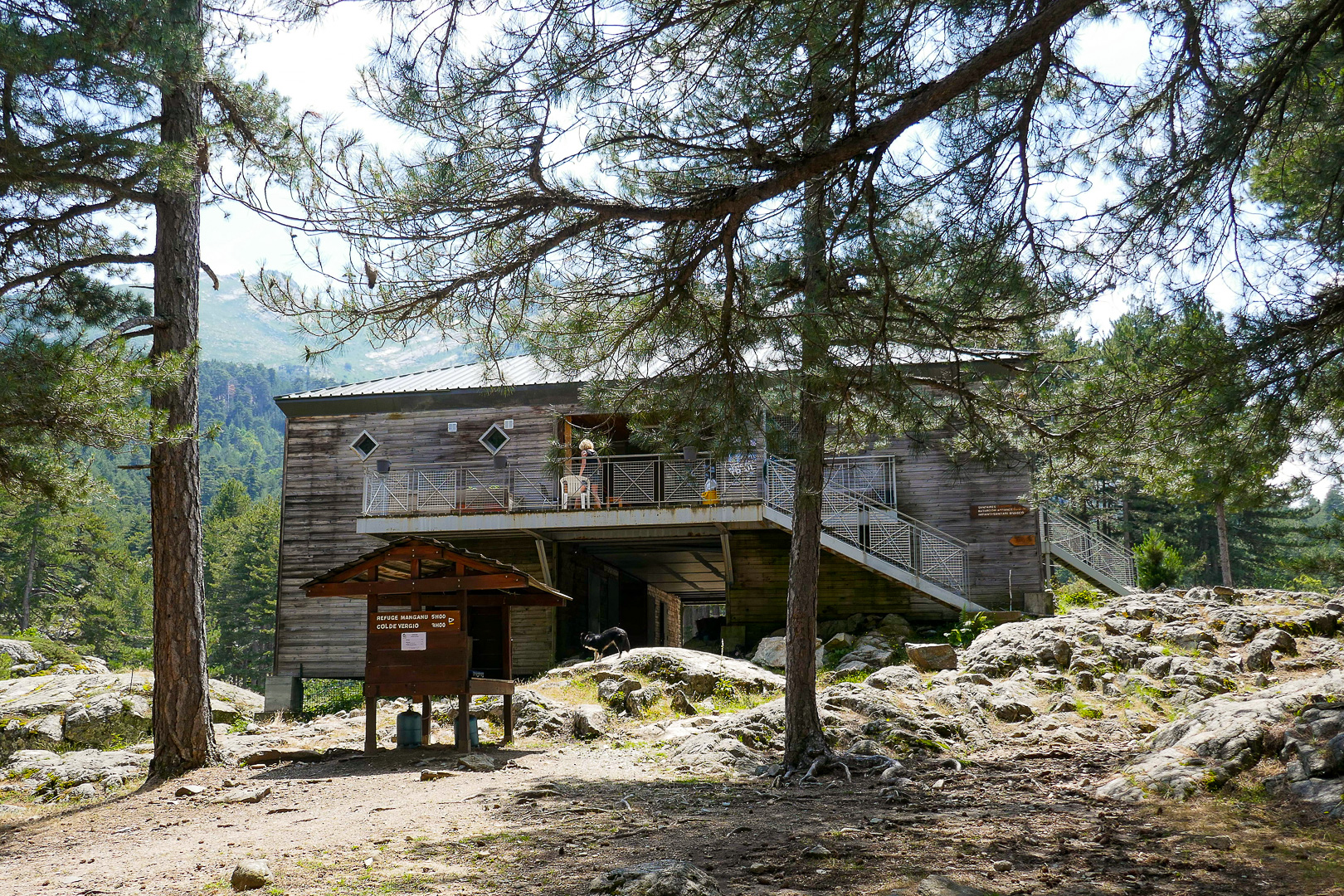
Le refuge de la Sega et sa cuisine extérieure.
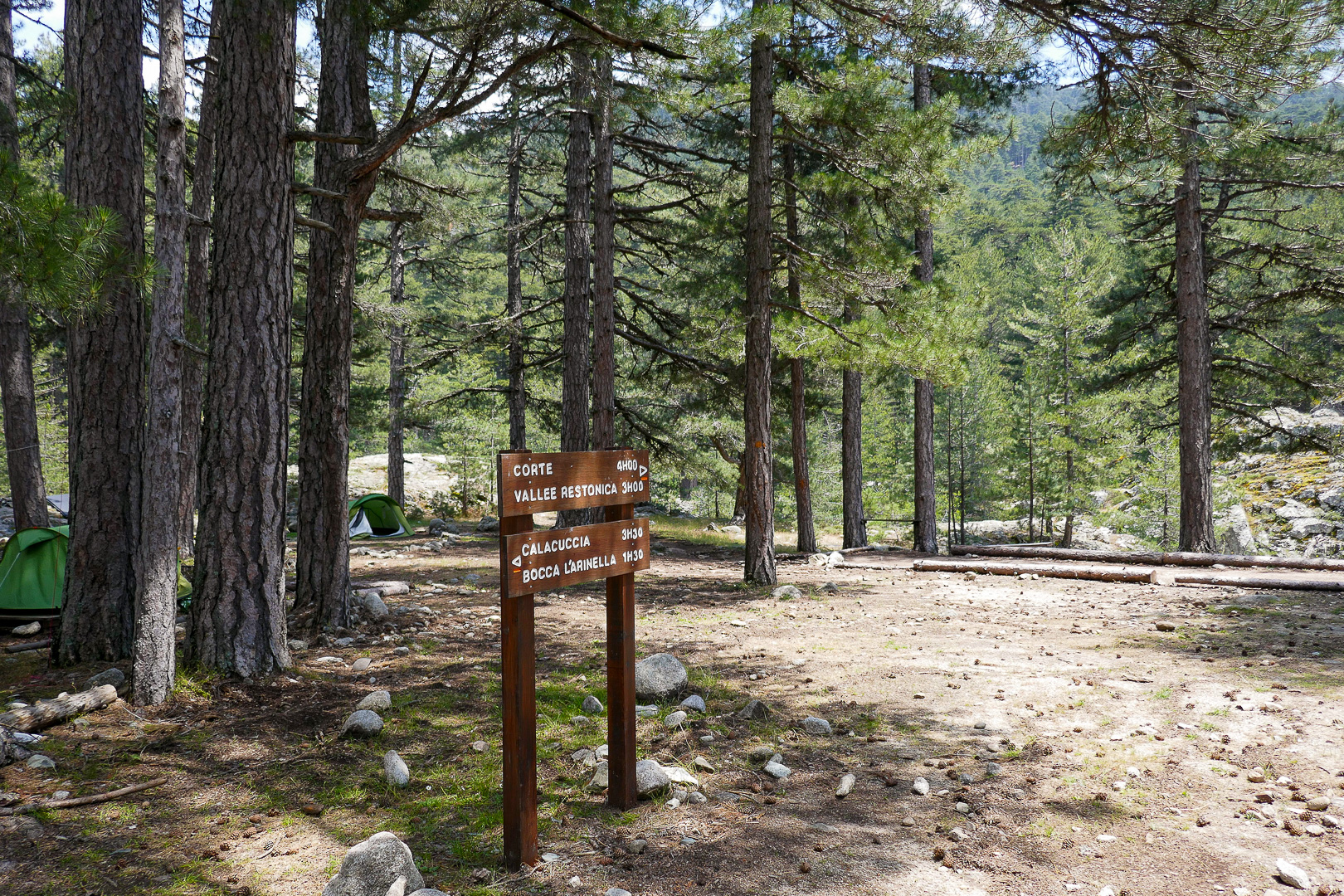
L'espace de bivouac du refuge de la Sega.
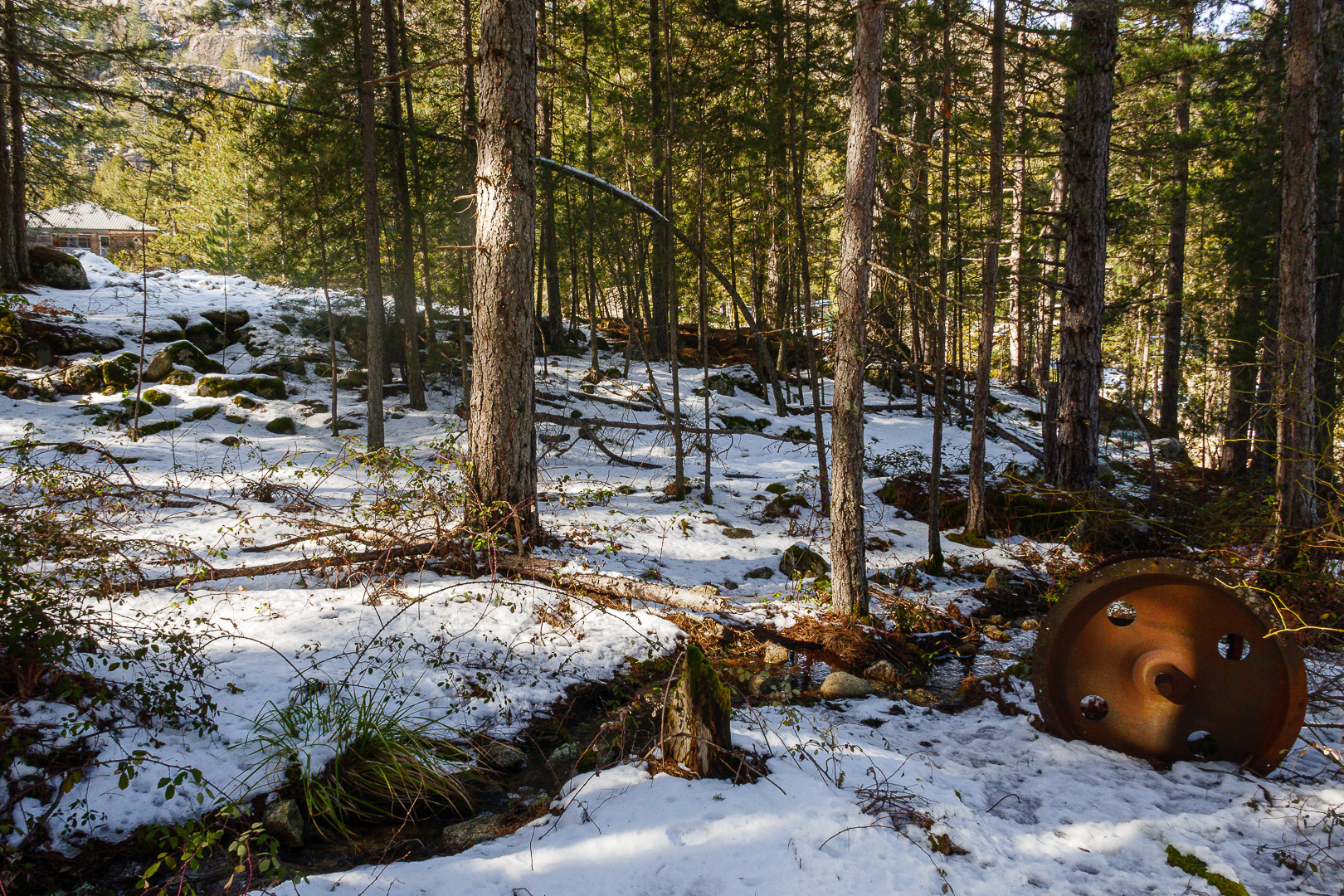
Vestiges de la scierie près du refuge.